# Косівська гора
Косівська гора — геологічна пам'ятка природи місцевого значення в Україні. Розташована в Косівському районі Івано-Франківської області, в межах міста Косів. 

## Характеристика
Площа 3 га. Оголошена рішенням Івано-Франківського Облвиконкому від 07.07.1972 року № 264. Перебуває у віданні Косівської міської ради. 
Об'єкт на момент створення був представлений мальовничими скелями пісковика, що є відслоненнями неогенових відкладів.